# Noel Howlett
Noel Howlett, född 22 december 1902 i Maidstone, Kent, död 26 oktober 1984 i Hammersmith, London, var en brittisk skådespelare.

## Rollista i urval
- 1938 – En yankee i Oxford
- 1948 – Fallet Winslow (ej krediterad)
- 1951 – Andarnas natt
- 1951 – Skratt i paradiset
- 1954 – Mästerdetektiven
- 1956 – Han som älskade livet
- 1962 – Lawrence av Arabien (ej krediterad)
- 1963 – Mord, sa hon
- 1964 – Ett lättfärdigt stycke
- 1967 – Forsytesagan (TV-serie) (1 avsnitt)
- 1968–1972 – Vår nye magister (TV-serie) (55 avsnitt)
- 1976 – Livet är grönt (TV-serie) (1 avsnitt)